# Россия в Антарктике

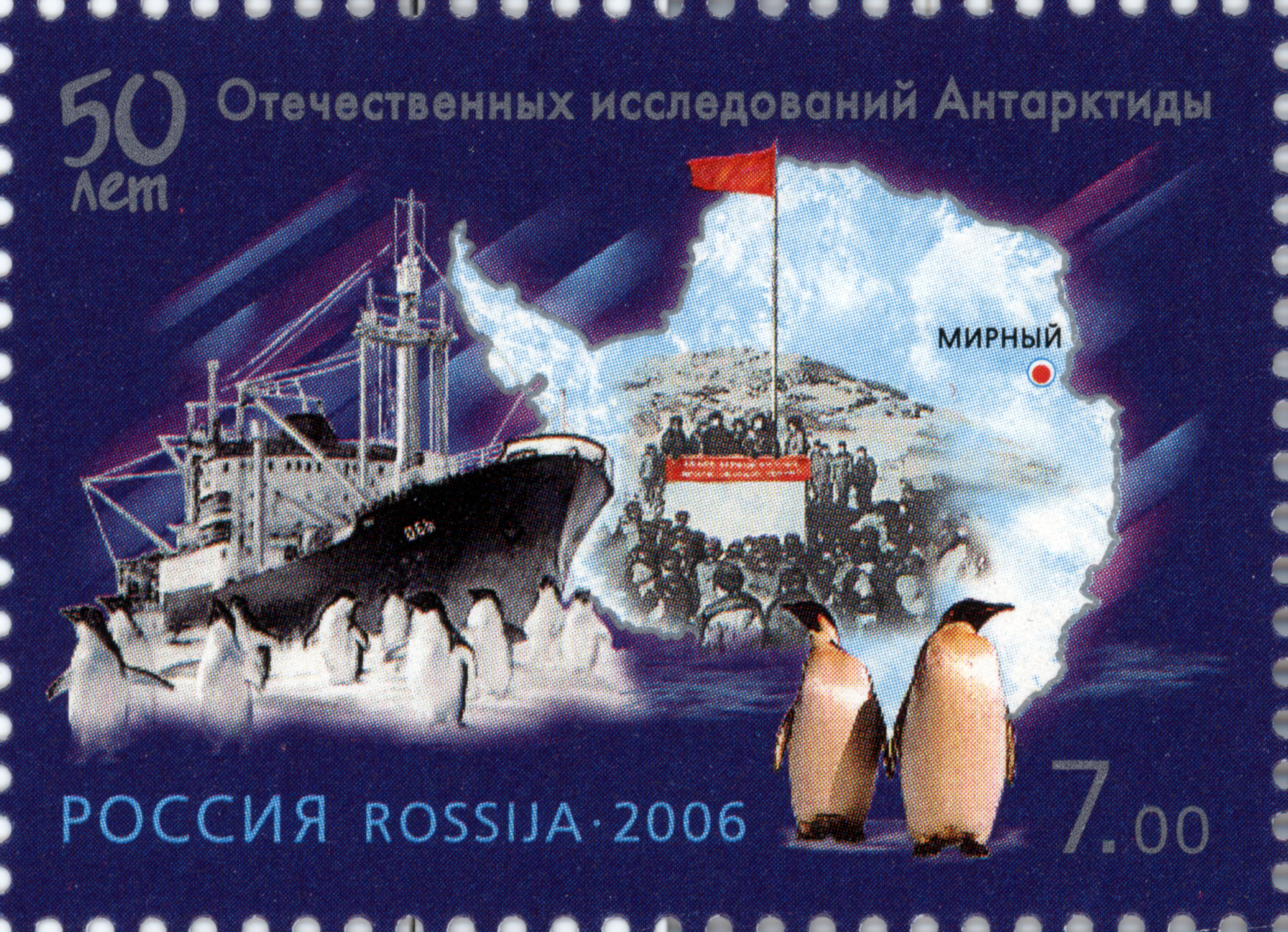
Марка в честь 50-летия станции «Мирный»

Россия в Антарктике представлена научными экспедициями и полярными станциями. Кроме того, именно России принадлежит первенство в открытии Антарктиды 16 (28) января 1820 года. Россия также остаётся в лидерах по количеству когда-либо созданных во внутриконтинентальной части Антарктиды исследовательских станций.

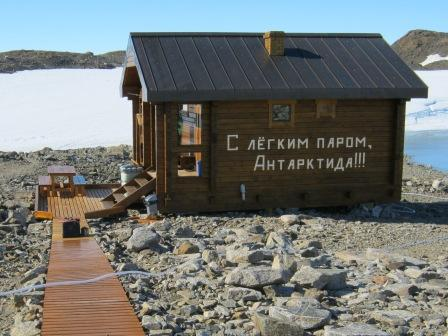
Русская баня в Антарктике

## Экспедиции
Антарктида была открыта русской экспедицией на кораблях «Восток» (капитан Фаддей Беллинсгаузен) и «Мирный» (капитан Михаил Лазарев), подошедших к материку в районе шельфового ледника, который ныне называется шельфовым ледником Беллинсгаузена. Двумя днями позже Беллинсгаузена, 30 января 1820 года, Антарктиду увидел британский мореплаватель Эдвард Брансфилд. Поскольку он подошёл не только к шельфовым льдам, как Беллинсгаузен, а к гористому полуострову Тринити, часто считается, что Антарктиду открыл именно Брансфилд.
Во второй половине 1940-х годов у берегов южного континента осуществлялся промысел китов советской китобойной флотилией «Слава» в составе китобойца-охотника «Слава-4» и норвежского гарпунёра Ольсен.
Организованная исследовательская экспедиция была послана к берегам Антарктиды лишь в 1955 году. В результате её работы был совершен ряд открытий и основана первая отечественная антарктическая станция Мирный на Берегу Правды.
В 2018—2019 гг. состоялась экспедиция «Антарктида. 200 лет открытий» на вездеходах-амфибиях «Емеля» российского производства. За 28 дней экспедиция преодолела 5570 км.

## Топонимия
Русская топонимия в Антарктике связана с именами русских ученых и путешественников (море Беллинсгаузена, море Лазарева, горы Лазарева, море Сомова, скала Быстрова, горы Гамбурцева), русских царей (остров Петра I, земля Александра I), названиями кораблей (Восток), городов (Ленинградская) или абстрактных идеалов (Дружба, Прогресс, Мир, Берег Правды). Существуют в Антарктике и топонимы производные от слова Русь: Русские горы и станция Русская (англ. Russkaya).
Ряд антарктических объектов имеют русские названия, присвоенные экспедицией Беллинсгаузена и Лазарева в 1819—1820 годах, но заменённые более поздними названиями английского происхождения: остров Ватерлоо — Кинг-Джордж, остров Рожнова — Гиббс, остров Мордвинова — Элефант, остров Березина — Гринвич, остров Полоцк — Роберт, остров Смоленск — Ливингстон.

## Станции

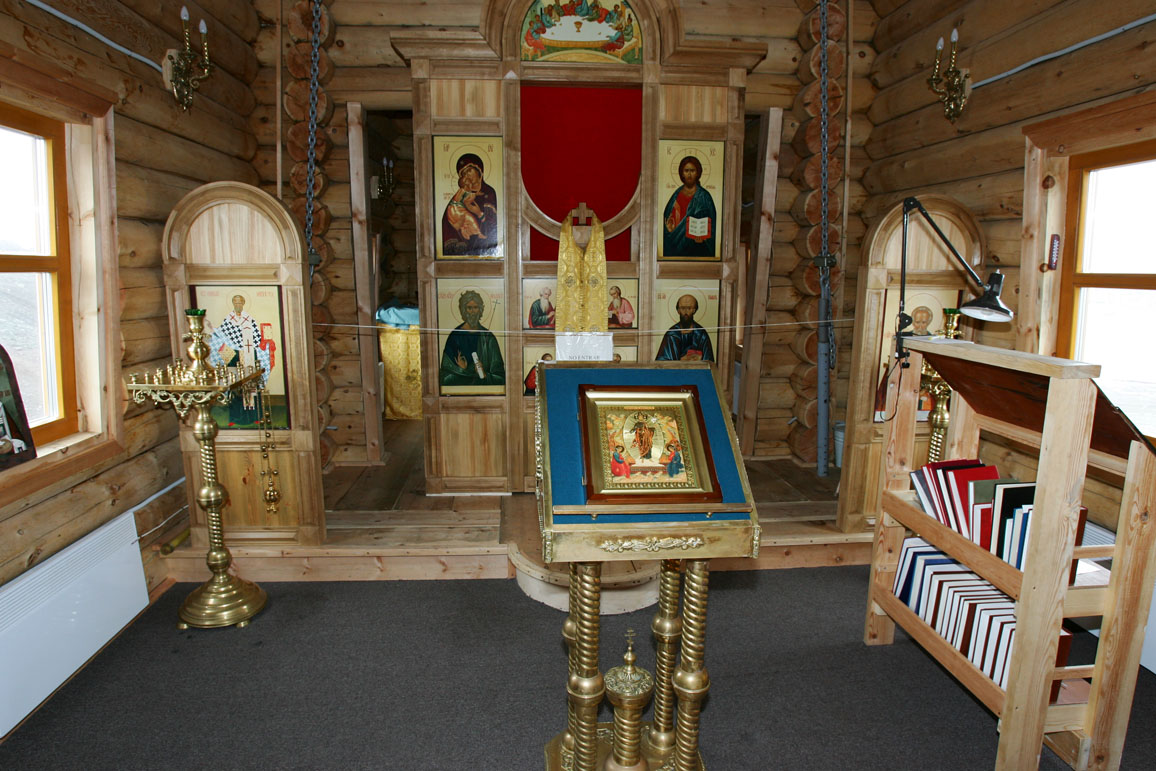
Внутреннее убранство церкви Святой Троицы

Населенные пункты в Антарктиде получили название станции, а их обитателей называют полярниками. Население некоторых станций достигает 200 человек (в зимнее время меньше). Глава поселения называется начальником станции. Помимо жилых помещений (щитовых домиков с утепленным тамбуром) на территории станции расположены дизельная электростанция, радиодом (радиостанция), столовая (камбуз и кают-компания), склад (ГСМ). Иногда рядом со станцией расположен аэродром и обсерватория. Особенностью русских станций является баня. Современные станции оснащаются спортзалами и санчастью. Минимальная станция могла состоять из одного дома (модуля) и 3 полярников (Мир). В ранние времена связь между станциями могла осуществляться с помощью санно-гусеничных поездов.
В настоящее время работают 7 российских антарктических станций: Восток, Мирный, Беллинсгаузен, Новолазаревская, Прогресс, Русская, Молодежная, 2 станции — Дружная 4 и Ленинградская — по состоянию на 2024 год законсервированы.
C 2004 года на острове Ватерлоо действует православная Церковь Святой Троицы. В советское время на некоторых станциях устанавливались бюсты Ленина (Полюс недоступности). Атрибутом станций является государственный флаг на флагштоке — его торжественное поднятие означало открытие станции.

## Список
| № | Станция         | Статус                           | Государство       | Год основания | Географические координаты       |
| - | --------------- | -------------------------------- | ----------------- | ------------- | ------------------------------- |
| 1 | Беллинсгаузен   | Постоянная                       | Россия            | 1968          | 62°12′ ю. ш. 58°58′ з. д.       |
| 2 | Восток          | Постоянная                       | Россия            | 1957          | 78°28′ ю. ш. 106°48′ в. д.      |
| 3 | Дружная 4       | Сезонная/Законсервированная      | Россия            | 1987          | 69°44′ ю. ш. 73°42′ в. д.       |
| 4 | Ленинградская   | Сезонная/Законсервированная      | Россия            | 1971          | 69°30′ ю. ш. 159°23′ в. д.      |
| 5 | Мирный          | Постоянная                       | Россия            | 1956          | 66°33′ ю. ш. 93°00′ в. д.       |
| 6 | Молодёжная      | Сезонная                         | Россия Белоруссия | 1970          | 67°41′ ю. ш. 46°08′ в. д.       |
| 7 | Новолазаревская | Постоянная                       | Россия            | 1961          | 70°46′37″ ю. ш. 11°49′26″ в. д. |
| 8 | Прогресс        | Постоянная                       | Россия            | 1989          | 69°23′ ю. ш. 76°23′ в. д.       |
| 9 | Русская         | Сезонная/В стадии расконсервации | Россия            | 1980          | 74°46′ ю. ш. 136°52′ з. д.      |

## Закрытые станции
| №  | Станция             | Статус                                                                                        | Год основания | Год закрытия | Географические координаты  |
| -- | ------------------- | --------------------------------------------------------------------------------------------- | ------------- | ------------ | -------------------------- |
| 1  | Восток-1            | Временная, ликвидированная                                                                    | 1957          | 1957         | 70°09′ ю. ш. 96°34′ в. д.  |
| 2  | Дружба              | Закрытая                                                                                      | 1960          | 1960         | 66°43′ ю. ш. 86°24′ в. д.  |
| 3  | Дружная-1           | Несуществующая, ледник со станцией откололся в айсберг A23a                                   | 1975          | 1986         | 77°34′ ю. ш. 40°13′ в. д.  |
| 4  | Комсомольская       | Закрытая                                                                                      | 1957          | 1959         | 74°06′ ю. ш. 97°30′ в. д.  |
| 5  | Лазарев             | Закрытая                                                                                      | 1959          | 1961         | 69°58′ ю. ш. 12°55′ в. д.  |
| 6  | Мир                 | Закрытая                                                                                      | 1960          | 1960         | 65°45′ ю. ш. 92°30′ в. д.  |
| 7  | Пионерская          | Закрытая (по состоянию на 1999 год находится в леднике под многометровым слоем снега и фирна) | 1956          | 1959         | 69°44′ ю. ш. 95°31′ в. д.  |
| 8  | Победа              | Закрытая                                                                                      | 1960          | 1960         | 64°39′ ю. ш. 98°53′ в. д.  |
| 9  | Полюс недоступности | Закрытая                                                                                      | 1958          | 1958         | 82°06′ ю. ш. 54°58′ в. д.  |
| 10 | Советская           | Закрытая                                                                                      | 1957          | 1958         | 78°23′ ю. ш. 87°32′ в. д.  |
| 11 | Союз                | Закрытая                                                                                      | 1982          | 1989         | 70°34′ ю. ш. 68°47′ в. д.  |
| 12 | Оазис               | Закрытая/передана Польше в 1959 году, законсервирована                                        | 1956          | 1959         | 66°16′ ю. ш. 100°45′ в. д. |

## Российское присутствие в Антарктиде
|  | Вклад исследований России и Советского союза на антарктическом континенте |
|  | действующие станции                                                       |
|  | закрытые станции                                                          |

## Открытия
Согласно информации, предоставленной Комитету по экологическому аудиту Палаты общин Великобритании, в мае 2024 года российские исследовательские суда в море Уэделла открыли месторождение нефти, запасы которого составляют около 511 млрд баррелей, что в 10 раз превышает количество сырья добытого в Северном море за последние 50 лет.